# Duchov den'
Duchov den' (Духов день) è un film del 1990 diretto da Sergej Sel'janov.

## Trama
Il film racconta di un uomo che fa esplodere involontariamente vari oggetti. Per capire il motivo e il significato di ciò, inizia a studiare la storia del suo cognome.